# 青木仁志
青木 仁志（あおき さとし、1955年〈昭和30年〉3月19日 - ）は、日本の実業家、経営者。人材教育コンサルティング会社、アチーブメント株式会社を設立し、代表取締役会長 兼 社長を務める。

## 経歴
北海道函館市生まれ。
3歳の頃に両親が離婚し義理の母に育てられる。その後、実母に会いたい思いで17歳の頃に家出の形で東京へ向かい、履歴書の必要なかった溶接工見習いとなる。
19歳の頃、祖父への手紙の消印を手がかりに実母が見つける形で再会。再会後、御徒町で実母と喫茶店を経営。その後、喫茶店で知り合った会社社長が経営する商社に就職。
1974年
- 高級日用品販売部門のセールスマンになる[4][5][6]。

1979年
- ブリタニカのセールスマンとなる[6][8]。

1984年
- 教育研修会社からヘッドハンティングを受けて転職[9]。

1987年
- アチーブメント株式会社 設立、代表取締役社長 就任[4][10][11]。

1999年
- アチーブメント出版株式会社 設立、代表取締役社長 就任[4][12]。

2008年
- アチーブメントダイニング株式会社 設立、取締役会長 就任[注釈 1][4]。

2010年
- 法政大学大学院政策創造研究科 客員教授 就任[13]。

2011年
- 一般財団法人日本プロスピーカー協会 設立、会長兼代表理事 就任[14]。

2012年
- 法政大学大学院政策創造研究科にコース（講座）寄付[15]。
- アチーブメンプロデュース株式会社 設立、代表取締役社長 就任[注釈 2][4][16]。

2014年
- 一般財団法人ウィリアムグラッサー（英語版）記念財団 設立、理事長 就任[14][17][18]。

2015年
- 一般社団法人日本ビジネス選択理論能力検定協会 設立、会長 就任[14][19]。

2016年
- アチーブメントトレーナー育成センター株式会社 設立、代表取締役社長 就任[注釈 2][20]。
- 一般財団法人東京メトロポリタンオペラ財団 設立、理事長 就任[21][22]。
- アチーブメントシステムズ株式会社 設立、代表取締役社長 就任[注釈 2][23]。

2017年
- アチーブメントHRソリューションズ 代表取締役社長 就任[14][24]
- 復旦大学 日本研究センター 客員研究員 就任[14]。
- 日本選択理論心理学会 副会長 就任[14]。
- 日本CBMC 理事長 就任[14]。

2018年
- 公益社団法人経済同友会 入会[14]。

2021年
- アチーブメントトレーディング株式会社 代表取締役 就任[注釈 3][注釈 4][25]。

2023年
- SBC東京医療大学[注釈 5] 教養部 客員教授 就任[26]。
- ハリウッド大学院大学 ビューティビジネス研究科 客員教授 就任[14]。
- 事業創造大学院大学 政策創造研究科 客員教授 就任[27]。

2024年
- 一般財団法人[注釈 6]青木仁志啓育財団 設立、理事長 就任[28]。
- ナポレオン・ヒル財団 特別顧問 就任[29]

2025年
- 「ナポレオン・ヒル財団」リーダーシップディベロップメント部門にて、アジア人初のゴールドメダリストとなる。[30]

## 人物・エピソード
- 人生で1番大切なことは、『求めること』と語る[31]。
- 実母との再会は祖父に出した葉書の消印をヒントに実母が半年かけて探してくれた結果だったと語る[32]。
- 再会をきっかけに『自分は人間として存在して良いのだ』と思うようになったと語る[32]。
- ブリタニカ入社のきっかけは、『当時飼っていたドーベルマンの譲渡予定先がマネージャーだった事からだった』と語る[33]。
- ベストコンディション維持を目的に日曜は必ず休みを取り、3ヶ月に1回は海外に行っている[34]。

## 出演

### ラジオ
- 青木仁志のトップリーダーと語る「成功の技術」(ラジオ日本、2022年12月2日〜）[35]

## 主な著書
1997年〜
- 『絶対営業力 －売上げを飛躍的に伸ばすカウンセリング・セールス』産能大出版部、1997年11月13日。ISBN 978-4382054271。
- 『かならずイエスといわせる必勝トーク 実践／対面営業』星雲社/アチーブメント出版、2000年9月25日。ISBN 978-4434005633。[注釈 7]
- 『ビジネス・セラピー －成功と幸福をつかむために』PHP研究所、2003年6月1日。ISBN 978-4569629117。
- 『一生折れない自信のつくり方』アチーブメント出版、2009年11月25日。ISBN 978-4902222791。

2010年〜
- 『頂点を目指す者たちへ』アチーブメント出版、2010年7月31日。ISBN 978-4902222920。[注釈 8]
- 『一生折れない自信のつくり方 実践編』アチーブメント出版、2010年7月28日。ISBN 978-4902222906。
- 『一生続ける技術』アチーブメント出版、2011年2月28日。ISBN 978-4905154013。
- 『27万人を研修したトップトレーナーの心に響く「話し方」』アチーブメント出版、2011年10月11日。ISBN 978-4905154136。

2015年〜
- 『親が読む子どものための一生折れない自信のつくり方』アチーブメント出版、2015年3月19日。ISBN 978-4905154730。
- 『松下幸之助に学ぶ希望の哲学』アチーブメント出版、2015年3月19日。ISBN 978-4905154808。[注釈 9]
- 『文庫版　こころに響く話し方』アチーブメント出版、2016年5月10日。ISBN 978-4905154983。
- 『新・完訳 道は開ける』アチーブメント出版、2016年5月31日。ISBN 978-4905154914。

2020年〜
- 『社員の働きが生きがいに変わる 志経営』アチーブメント出版、2020年9月30日。ISBN 978-4866430775。
- 『一生折れない自信がつく話し方』アチーブメント出版、2021年1月6日。ISBN 978-4866430805。
- 『人生を変えるお金の話』アチーブメント出版、2021年3月3日。ISBN 978-4866430850。[注釈 10]
- 『経営者は人生理念づくりから始めなさい』アチーブメント出版、2022年7月4日。ISBN 978-4866431123。